# 坎巴族
坎巴人（Kamba，复数Akamba）是班图人的一支，居住在肯尼亚东部省，向西延伸到内罗毕、Tsavo，向北延伸到恩布。该区域被称作“Ukambani”。根据来源不同，坎巴人被认为是肯尼亚的第三、第四或第五大民族。他们讲坎巴语。
曾任肯亞副總統卡隆佐·穆西約卡是坎巴人。